# І прийшов павук (фільм)
«І прийшов павук» (англ. Along Came a Spider) — американський трилер 2001 року в постановці Лі Тамахорі. Головну роль виконує Морган Фрімен Вільна екранізація однойменного роману Джеймса Паттерсона і сиквел фільму «Цілуючи дівчат».

## Сюжет
Після того, як детектив і судовий психолог Алекс Крос втрачає контроль над спецоперацією, в результаті чого гине його напарниця, він іде у відставку. Алекс повертається до роботи в поліції, коли Меган Роуз, дочка сенатора Сполучених Штатів Америки, викрадена зі своєї ексклюзивної приватної школи вчителем інформатики Гері Сонеджі. Спеціальна агентка Секретної служби США Джеззі Фланніган, відповідальна за порушення безпеки, об'єднується з Кроссом, щоб знайти зниклу дівчину. Сонеджі зв'язується з Кроссом телефоном і повідомляє про те, що один з кросівок Меган знаходиться в поштовій скриньці детектива, тим самим представляючи себе викрадачем.
Крос робить висновок, що ця людина одержима викраденням Чарльза А. Ліндберга-молодшого в 1932 році і сподівається стати таким же сумно відомим, як Бруно Гауптман, зробивши новий «злочин століття», який Алекс включить в свою книгу. Викрадення Меган виявляється тільки частиною реального плану Сонеджі: викрасти Дмитра Стародубова, сина російського президента, і тим самим забезпечити собі ще більшу погану славу.
Після того, як Крос і Фланніган зірвали його другу змову викрадення, передбачуваний дзвінок від викрадача вимагає, щоб Крос доставив викуп у розмірі 10 мільйонів доларів в алмазах, слідуючи заплутаному лабіринтові дзвінків, зроблених до телефонних будок, розкиданих по всьому місту. Слідуючи вказівкам, Крос в кінцевому підсумку кидає дорогоцінні камені з вікна швидкого потяга метро до фігури, що стоїть біля колій.
Пізніше Сонеджі прибуває до будинку Фланніган і стикається з Кросом після того, як вразив Фланніган тейзером. Оскільки Сонеджі не відреагував на усний коментар Кросу про отримання суми викупу, детектив розуміє, що викрадач не знає про вимогу і отримання викупу. Сонеджі намагається піти з Фланніган, але Алекс вбиває його. Крос розуміє, що хтось ще виявив Сонеджі задовго до того, як той здійснив злочинний план.
Досліджуючи дані на персональному комп'ютері Фланніган, він знаходить достатньо доказів того, що Фланніган та її колега, агент Секретної служби Бен Дівайн використовували Сонеджі як пішака в своїй власній змові, аби зібрати викуп за Меган. Алекс стежить за ними до відокремленого фермерського будинку, де Фланніган вбиває Дівайна, і тепер має намір вбити Меган. Крос зупиняє її, стріляючи їй в серце. Крос опускається на коліна перед наляканою Меган, представляється поліцейським і другом її батьків. Вона запитує, чи може він відвезти її додому, і він запевняє її, що ніщо не зробить його щасливішим.

## У ролях
| Актор               | Роль              |
| ------------------- | ----------------- |
| Морган Фрімен       | Алекс Кросс       |
| Моніка Поттер       | Джеззі Фленніган  |
| Майкл Вінкотт       | Гері Сонеджи      |
| Ділан Бейкер        | Оллі Макартур     |
| Міка Бурем          | Меган Роуз        |
| Біллі Берк          | Бен Дівайн        |
| Антон Єльчін        | Дмитро Стародубов |
| Джей О. Сендерс     | Кайл Крейг        |
| Майкл Моріарті      | сенатор Генк Роуз |
| Пенелопа Енн Міллер | Елізабет Роуз     |
| Тамара Таггарт      | репортерка        |
| Равіль Ісянов       | агент Лермонтов   |

## Нагороди та номінації
BMI Film & TV Awards
2002 — Переможця BMI Film Music Award Джері Голдсміт
Image Awards
2002 — Номінація Outstanding Actor in a Motion Picture Морган Фрімен